# Liste des planètes mineures (713001-714000)
Voici la liste des planètes mineures numérotées de 713001 à 714000. Les planètes mineures sont numérotées lorsque leur orbite est confirmée. Ce qui peut parfois se produire longtemps après leur découverte. Elles sont classées ici par leur numéro.

## Planètes mineures 713001 à 714000
- (713001) 2014 WC471
- (713002) 2014 WM474
- (713003) 2014 WV481
- (713004) 2014 WW482
- (713005) 2014 WY482
- (713006) 2014 WJ487
- (713007) 2014 WS487
- (713008) 2014 WN488
- (713009) 2014 WH489
- (713010) 2014 WU491
- (713011) 2014 WL497
- (713012) 2014 WR501
- (713013) 2014 WT503
- (713014) 2014 WF512
- (713015) 2014 WK514
- (713016) 2014 WO515
- (713017) 2014 WL516
- (713018) 2014 WN516
- (713019) 2014 WU519
- (713020) 2014 WO522
- (713021) 2014 WW523
- (713022) 2014 WZ524
- (713023) 2014 WE525
- (713024) 2014 WB526
- (713025) 2014 WR527
- (713026) 2014 WK529
- (713027) 2014 WF530
- (713028) 2014 WP534
- (713029) 2014 WN535
- (713030) 2014 WU543
- (713031) 2014 WV543
- (713032) 2014 WM545
- (713033) 2014 WK548
- (713034) 2014 WV561
- (713035) 2014 WU564
- (713036) 2014 WA565
- (713037) 2014 WB565
- (713038) 2014 WU567
- (713039) 2014 WA569
- (713040) 2014 WL569
- (713041) 2014 WV569
- (713042) 2014 WH574
- (713043) 2014 WV575
- (713044) 2014 WN576
- (713045) 2014 WG579
- (713046) 2014 WD583
- (713047) 2014 WK583
- (713048) 2014 WS592
- (713049) 2014 WE604
- (713050) 2014 WF613
- (713051) 2014 WG613
- (713052) 2014 WA614
- (713053) 2014 XG1
- (713054) 2014 XG4
- (713055) 2014 XC5
- (713056) 2014 XU7
- (713057) 2014 XG9
- (713058) 2014 XS9
- (713059) 2014 XW10
- (713060) 2014 XC14
- (713061) 2014 XM15
- (713062) 2014 XV16
- (713063) 2014 XM23
- (713064) 2014 XP23
- (713065) 2014 XG24
- (713066) 2014 XS24
- (713067) 2014 XC25
- (713068) 2014 XG26
- (713069) 2014 XD29
- (713070) 2014 XK31
- (713071) 2014 XA33
- (713072) 2014 XB37
- (713073) 2014 XZ39
- (713074) 2014 XV45
- (713075) 2014 XT50
- (713076) 2014 YL4
- (713077) 2014 YY11
- (713078) 2014 YH12
- (713079) 2014 YQ17
- (713080) 2014 YN21
- (713081) 2014 YQ28
- (713082) 2014 YL33
- (713083) 2014 YP33
- (713084) 2014 YM35
- (713085) 2014 YV40
- (713086) 2014 YF44
- (713087) 2014 YB51
- (713088) 2014 YH55
- (713089) 2014 YH58
- (713090) 2014 YR59
- (713091) 2014 YJ60
- (713092) 2014 YQ60
- (713093) 2014 YW60
- (713094) 2014 YA62
- (713095) 2014 YY64
- (713096) 2014 YL67
- (713097) 2014 YZ67
- (713098) 2014 YW76
- (713099) 2014 YX79
- (713100) 2014 YK82
- (713101) 2014 YO92
- (713102) 2015 AR1
- (713103) 2015 AT1
- (713104) 2015 AM3
- (713105) 2015 AY6
- (713106) 2015 AN9
- (713107) 2015 AP9
- (713108) 2015 AU11
- (713109) 2015 AE12
- (713110) 2015 AR18
- (713111) 2015 AY18
- (713112) 2015 AJ20
- (713113) 2015 AU23
- (713114) 2015 AW23
- (713115) 2015 AE30
- (713116) 2015 AL30
- (713117) 2015 AQ31
- (713118) 2015 AU31
- (713119) 2015 AK32
- (713120) 2015 AR34
- (713121) 2015 AM35
- (713122) 2015 AD37
- (713123) 2015 AY39
- (713124) 2015 AW41
- (713125) 2015 AP42
- (713126) 2015 AU42
- (713127) 2015 AK49
- (713128) 2015 AG50
- (713129) 2015 AK50
- (713130) 2015 AP52
- (713131) 2015 AU52
- (713132) 2015 AY53
- (713133) Taiping
- (713134) 2015 AE57
- (713135) 2015 AY58
- (713136) 2015 AU64
- (713137) 2015 AX65
- (713138) 2015 AP70
- (713139) 2015 AC72
- (713140) 2015 AZ72
- (713141) 2015 AC73
- (713142) 2015 AF83
- (713143) 2015 AC84
- (713144) 2015 AH87
- (713145) 2015 AE89
- (713146) 2015 AD90
- (713147) 2015 AB93
- (713148) 2015 AN94
- (713149) 2015 AO98
- (713150) 2015 AH100
- (713151) 2015 AK104
- (713152) 2015 AX108
- (713153) 2015 AC113
- (713154) 2015 AQ119
- (713155) 2015 AE120
- (713156) 2015 AL121
- (713157) 2015 AB125
- (713158) 2015 AW129
- (713159) 2015 AZ131
- (713160) 2015 AA133
- (713161) 2015 AV134
- (713162) 2015 AM137
- (713163) 2015 AS141
- (713164) 2015 AH145
- (713165) 2015 AD147
- (713166) 2015 AK147
- (713167) 2015 AU150
- (713168) 2015 AL152
- (713169) 2015 AE166
- (713170) 2015 AG168
- (713171) 2015 AN169
- (713172) 2015 AK179
- (713173) 2015 AX182
- (713174) 2015 AH183
- (713175) 2015 AO183
- (713176) 2015 AD184
- (713177) 2015 AG186
- (713178) 2015 AU186
- (713179) 2015 AR191
- (713180) 2015 AW191
- (713181) 2015 AF198
- (713182) 2015 AJ199
- (713183) 2015 AX199
- (713184) 2015 AX203
- (713185) 2015 AJ206
- (713186) 2015 AS207
- (713187) 2015 AD210
- (713188) 2015 AF215
- (713189) 2015 AL216
- (713190) 2015 AV217
- (713191) 2015 AU218
- (713192) 2015 AV218
- (713193) 2015 AK220
- (713194) 2015 AE223
- (713195) 2015 AU224
- (713196) 2015 AE230
- (713197) 2015 AM232
- (713198) 2015 AP239
- (713199) 2015 AK240
- (713200) 2015 AW244
- (713201) 2015 AG246
- (713202) 2015 AL246
- (713203) 2015 AW246
- (713204) 2015 AB253
- (713205) 2015 AJ255
- (713206) 2015 AK256
- (713207) 2015 AQ258
- (713208) 2015 AZ258
- (713209) 2015 AH262
- (713210) 2015 AX265
- (713211) 2015 AW269
- (713212) 2015 AX270
- (713213) 2015 AH272
- (713214) 2015 AN273
- (713215) 2015 AZ273
- (713216) 2015 AN280
- (713217) 2015 AQ280
- (713218) 2015 AZ284
- (713219) 2015 AJ287
- (713220) 2015 AR289
- (713221) 2015 AV289
- (713222) 2015 AD290
- (713223) 2015 AM290
- (713224) 2015 AX290
- (713225) 2015 AO293
- (713226) 2015 AH295
- (713227) 2015 AF298
- (713228) 2015 AF303
- (713229) 2015 BS1
- (713230) 2015 BB3
- (713231) 2015 BJ3
- (713232) 2015 BE7
- (713233) 2015 BK7
- (713234) 2015 BO7
- (713235) 2015 BA8
- (713236) 2015 BO9
- (713237) 2015 BD11
- (713238) 2015 BL11
- (713239) 2015 BV12
- (713240) 2015 BX13
- (713241) 2015 BT15
- (713242) 2015 BP18
- (713243) 2015 BP20
- (713244) 2015 BB22
- (713245) 2015 BB31
- (713246) 2015 BV34
- (713247) 2015 BZ34
- (713248) 2015 BA38
- (713249) 2015 BQ39
- (713250) 2015 BE40
- (713251) 2015 BG40
- (713252) 2015 BZ41
- (713253) 2015 BP42
- (713254) 2015 BS42
- (713255) 2015 BN43
- (713256) 2015 BD44
- (713257) 2015 BO44
- (713258) 2015 BC46
- (713259) 2015 BZ47
- (713260) 2015 BB53
- (713261) 2015 BA54
- (713262) 2015 BJ54
- (713263) 2015 BL54
- (713264) 2015 BA56
- (713265) 2015 BT57
- (713266) 2015 BR58
- (713267) 2015 BY63
- (713268) 2015 BG66
- (713269) 2015 BC69
- (713270) 2015 BY72
- (713271) 2015 BU73
- (713272) 2015 BS74
- (713273) 2015 BW80
- (713274) 2015 BG83
- (713275) 2015 BR84
- (713276) 2015 BC91
- (713277) 2015 BE93
- (713278) 2015 BH94
- (713279) 2015 BV94
- (713280) 2015 BR95
- (713281) 2015 BJ101
- (713282) 2015 BL108
- (713283) 2015 BP114
- (713284) 2015 BA116
- (713285) 2015 BM116
- (713286) 2015 BY116
- (713287) 2015 BB121
- (713288) 2015 BC127
- (713289) 2015 BD130
- (713290) 2015 BU131
- (713291) 2015 BY131
- (713292) 2015 BQ132
- (713293) 2015 BL134
- (713294) 2015 BN141
- (713295) 2015 BX145
- (713296) 2015 BY148
- (713297) 2015 BZ148
- (713298) 2015 BE149
- (713299) 2015 BR151
- (713300) 2015 BA152
- (713301) 2015 BY157
- (713302) 2015 BE161
- (713303) 2015 BT163
- (713304) 2015 BG169
- (713305) 2015 BK172
- (713306) 2015 BC174
- (713307) 2015 BP175
- (713308) 2015 BM177
- (713309) 2015 BS182
- (713310) 2015 BU182
- (713311) 2015 BT184
- (713312) 2015 BB189
- (713313) 2015 BO189
- (713314) 2015 BR190
- (713315) 2015 BE193
- (713316) 2015 BP193
- (713317) 2015 BY193
- (713318) 2015 BF196
- (713319) 2015 BN196
- (713320) 2015 BC201
- (713321) 2015 BG203
- (713322) 2015 BM206
- (713323) 2015 BA212
- (713324) 2015 BX215
- (713325) 2015 BX216
- (713326) 2015 BM217
- (713327) 2015 BS222
- (713328) 2015 BM229
- (713329) 2015 BY229
- (713330) 2015 BN230
- (713331) 2015 BY231
- (713332) 2015 BR232
- (713333) 2015 BM236
- (713334) 2015 BN237
- (713335) 2015 BA239
- (713336) 2015 BK239
- (713337) 2015 BH245
- (713338) 2015 BH247
- (713339) 2015 BU254
- (713340) 2015 BU257
- (713341) 2015 BK258
- (713342) 2015 BL261
- (713343) 2015 BM261
- (713344) 2015 BJ264
- (713345) 2015 BF265
- (713346) 2015 BX266
- (713347) 2015 BO267
- (713348) 2015 BW268
- (713349) 2015 BJ269
- (713350) 2015 BA270
- (713351) 2015 BC270
- (713352) 2015 BY272
- (713353) 2015 BN275
- (713354) 2015 BX276
- (713355) 2015 BO280
- (713356) 2015 BB283
- (713357) 2015 BZ285
- (713358) 2015 BV292
- (713359) 2015 BS299
- (713360) 2015 BP302
- (713361) 2015 BO304
- (713362) 2015 BW305
- (713363) 2015 BE306
- (713364) 2015 BV308
- (713365) 2015 BN312
- (713366) 2015 BN314
- (713367) 2015 BT322
- (713368) 2015 BS324
- (713369) 2015 BW326
- (713370) 2015 BG328
- (713371) 2015 BC333
- (713372) 2015 BX333
- (713373) 2015 BH343
- (713374) 2015 BW347
- (713375) 2015 BQ350
- (713376) 2015 BU350
- (713377) 2015 BA351
- (713378) 2015 BE353
- (713379) 2015 BD359
- (713380) 2015 BP359
- (713381) 2015 BB361
- (713382) 2015 BQ361
- (713383) 2015 BT368
- (713384) 2015 BE370
- (713385) 2015 BQ371
- (713386) 2015 BJ372
- (713387) 2015 BN375
- (713388) 2015 BW376
- (713389) 2015 BU382
- (713390) 2015 BF387
- (713391) 2015 BJ388
- (713392) 2015 BX393
- (713393) 2015 BA397
- (713394) 2015 BX398
- (713395) 2015 BP409
- (713396) 2015 BX411
- (713397) 2015 BC415
- (713398) 2015 BX417
- (713399) 2015 BH418
- (713400) 2015 BH421
- (713401) 2015 BW426
- (713402) 2015 BA428
- (713403) 2015 BX430
- (713404) 2015 BJ431
- (713405) 2015 BE434
- (713406) 2015 BJ434
- (713407) 2015 BK434
- (713408) 2015 BR439
- (713409) 2015 BH442
- (713410) 2015 BE448
- (713411) 2015 BY448
- (713412) 2015 BR452
- (713413) 2015 BB453
- (713414) 2015 BF459
- (713415) 2015 BO459
- (713416) 2015 BR459
- (713417) 2015 BQ460
- (713418) 2015 BK461
- (713419) 2015 BA462
- (713420) 2015 BS462
- (713421) 2015 BQ466
- (713422) 2015 BT471
- (713423) 2015 BX471
- (713424) 2015 BX479
- (713425) 2015 BE483
- (713426) 2015 BB487
- (713427) 2015 BT489
- (713428) Mirosławdziergas
- (713429) 2015 BE491
- (713430) 2015 BM491
- (713431) 2015 BQ493
- (713432) 2015 BE495
- (713433) 2015 BK496
- (713434) 2015 BR508
- (713435) 2015 BX508
- (713436) 2015 BA509
- (713437) 2015 BV509
- (713438) 2015 BR512
- (713439) 2015 BR519
- (713440) 2015 BP520
- (713441) 2015 BM536
- (713442) 2015 BY538
- (713443) 2015 BV539
- (713444) 2015 BT540
- (713445) 2015 BE545
- (713446) 2015 BS548
- (713447) 2015 BW549
- (713448) 2015 BF550
- (713449) 2015 BZ550
- (713450) 2015 BK553
- (713451) 2015 BL553
- (713452) 2015 BY555
- (713453) 2015 BG556
- (713454) 2015 BC557
- (713455) 2015 BE557
- (713456) 2015 BY559
- (713457) 2015 BL561
- (713458) 2015 BM562
- (713459) 2015 BU562
- (713460) 2015 BP566
- (713461) 2015 BU566
- (713462) 2015 BJ567
- (713463) 2015 BP567
- (713464) 2015 BS567
- (713465) 2015 BM577
- (713466) 2015 BP577
- (713467) 2015 BH578
- (713468) 2015 BY578
- (713469) 2015 BS590
- (713470) 2015 BU590
- (713471) 2015 BF594
- (713472) 2015 BJ598
- (713473) 2015 BV598
- (713474) 2015 BZ605
- (713475) 2015 BQ606
- (713476) 2015 BS606
- (713477) 2015 BV606
- (713478) 2015 BV607
- (713479) 2015 BJ608
- (713480) 2015 CW1
- (713481) 2015 CE4
- (713482) 2015 CY4
- (713483) 2015 CZ5
- (713484) 2015 CV8
- (713485) 2015 CO18
- (713486) 2015 CT20
- (713487) 2015 CF21
- (713488) 2015 CZ23
- (713489) 2015 CD25
- (713490) 2015 CB27
- (713491) 2015 CV27
- (713492) 2015 CY30
- (713493) 2015 CX32
- (713494) 2015 CY37
- (713495) 2015 CR41
- (713496) 2015 CT45
- (713497) 2015 CN46
- (713498) 2015 CT46
- (713499) 2015 CE48
- (713500) 2015 CQ51
- (713501) 2015 CB52
- (713502) 2015 CO53
- (713503) 2015 CA54
- (713504) 2015 CM54
- (713505) 2015 CR57
- (713506) 2015 CT60
- (713507) 2015 CA64
- (713508) 2015 CK65
- (713509) 2015 CZ67
- (713510) 2015 CA69
- (713511) 2015 CD69
- (713512) 2015 CE70
- (713513) 2015 CZ80
- (713514) 2015 CO83
- (713515) 2015 DQ2
- (713516) 2015 DG9
- (713517) 2015 DT9
- (713518) 2015 DG10
- (713519) 2015 DH16
- (713520) 2015 DL18
- (713521) 2015 DU18
- (713522) 2015 DG30
- (713523) 2015 DO30
- (713524) 2015 DO31
- (713525) 2015 DB32
- (713526) 2015 DJ34
- (713527) 2015 DO35
- (713528) 2015 DJ39
- (713529) 2015 DV40
- (713530) 2015 DZ40
- (713531) 2015 DH41
- (713532) 2015 DA43
- (713533) 2015 DK43
- (713534) 2015 DC44
- (713535) 2015 DS44
- (713536) 2015 DX46
- (713537) 2015 DO47
- (713538) 2015 DX48
- (713539) 2015 DF49
- (713540) 2015 DP49
- (713541) 2015 DD53
- (713542) 2015 DX54
- (713543) 2015 DT58
- (713544) 2015 DB60
- (713545) 2015 DE62
- (713546) 2015 DZ63
- (713547) 2015 DE69
- (713548) 2015 DT69
- (713549) 2015 DU69
- (713550) 2015 DL72
- (713551) 2015 DP72
- (713552) 2015 DV72
- (713553) 2015 DH73
- (713554) 2015 DJ73
- (713555) 2015 DL74
- (713556) 2015 DM75
- (713557) 2015 DQ81
- (713558) 2015 DY82
- (713559) 2015 DQ83
- (713560) 2015 DU88
- (713561) 2015 DM96
- (713562) 2015 DY100
- (713563) 2015 DB102
- (713564) 2015 DT104
- (713565) 2015 DD105
- (713566) 2015 DQ105
- (713567) 2015 DR105
- (713568) 2015 DR106
- (713569) 2015 DA108
- (713570) 2015 DJ119
- (713571) 2015 DY120
- (713572) 2015 DK122
- (713573) 2015 DD123
- (713574) 2015 DW123
- (713575) 2015 DG125
- (713576) 2015 DD126
- (713577) 2015 DE130
- (713578) 2015 DZ132
- (713579) 2015 DM135
- (713580) 2015 DD136
- (713581) 2015 DP139
- (713582) 2015 DP144
- (713583) 2015 DX145
- (713584) 2015 DS146
- (713585) 2015 DV149
- (713586) 2015 DV155
- (713587) 2015 DY159
- (713588) 2015 DM160
- (713589) 2015 DR161
- (713590) 2015 DX161
- (713591) 2015 DY161
- (713592) 2015 DV162
- (713593) 2015 DM167
- (713594) 2015 DU176
- (713595) 2015 DL177
- (713596) 2015 DQ179
- (713597) 2015 DN181
- (713598) 2015 DJ186
- (713599) 2015 DR186
- (713600) 2015 DK191
- (713601) 2015 DS192
- (713602) 2015 DC197
- (713603) 2015 DH199
- (713604) 2015 DA203
- (713605) 2015 DA207
- (713606) 2015 DJ208
- (713607) 2015 DU208
- (713608) 2015 DD213
- (713609) 2015 DP215
- (713610) 2015 DT218
- (713611) 2015 DA219
- (713612) 2015 DM219
- (713613) 2015 DS222
- (713614) 2015 DT222
- (713615) 2015 DM228
- (713616) 2015 DU230
- (713617) 2015 DW230
- (713618) 2015 DU231
- (713619) 2015 DB232
- (713620) 2015 DP234
- (713621) 2015 DE245
- (713622) 2015 DJ245
- (713623) 2015 DF246
- (713624) 2015 DO246
- (713625) 2015 DU246
- (713626) 2015 DO250
- (713627) 2015 DK265
- (713628) 2015 DK267
- (713629) 2015 DW271
- (713630) 2015 DG272
- (713631) 2015 DS272
- (713632) 2015 DB273
- (713633) 2015 DY276
- (713634) 2015 DC283
- (713635) 2015 DO287
- (713636) 2015 DR287
- (713637) 2015 DT287
- (713638) 2015 DF291
- (713639) 2015 DF293
- (713640) 2015 DO294
- (713641) 2015 DW294
- (713642) 2015 DE295
- (713643) 2015 DT296
- (713644) 2015 DN299
- (713645) 2015 DM303
- (713646) 2015 DD306
- (713647) 2015 DS318
- (713648) 2015 EA2
- (713649) 2015 EW2
- (713650) 2015 EF5
- (713651) 2015 ED6
- (713652) 2015 EW8
- (713653) 2015 EW12
- (713654) 2015 ER16
- (713655) 2015 EH18
- (713656) 2015 EP18
- (713657) 2015 ES19
- (713658) 2015 ET20
- (713659) 2015 ED21
- (713660) 2015 EM23
- (713661) 2015 EK24
- (713662) 2015 EQ24
- (713663) 2015 EB30
- (713664) 2015 EU30
- (713665) 2015 EO31
- (713666) 2015 EB48
- (713667) 2015 EB50
- (713668) 2015 EF52
- (713669) 2015 EP56
- (713670) 2015 EO60
- (713671) 2015 EB61
- (713672) 2015 EJ61
- (713673) 2015 EA64
- (713674) 2015 ET64
- (713675) 2015 EH66
- (713676) 2015 EU67
- (713677) 2015 EV71
- (713678) 2015 EF72
- (713679) 2015 EX76
- (713680) 2015 FN4
- (713681) 2015 FL6
- (713682) 2015 FT6
- (713683) 2015 FJ7
- (713684) 2015 FL12
- (713685) 2015 FW17
- (713686) 2015 FH19
- (713687) 2015 FA21
- (713688) 2015 FO23
- (713689) 2015 FO25
- (713690) 2015 FC27
- (713691) 2015 FN28
- (713692) 2015 FB32
- (713693) 2015 FY32
- (713694) 2015 FP37
- (713695) 2015 FO38
- (713696) 2015 FR41
- (713697) 2015 FC43
- (713698) 2015 FF44
- (713699) 2015 FV44
- (713700) 2015 FM53
- (713701) 2015 FA55
- (713702) 2015 FY62
- (713703) 2015 FH63
- (713704) 2015 FO67
- (713705) 2015 FS69
- (713706) 2015 FH72
- (713707) 2015 FN73
- (713708) 2015 FJ77
- (713709) 2015 FC79
- (713710) 2015 FF80
- (713711) 2015 FW81
- (713712) 2015 FD88
- (713713) 2015 FM88
- (713714) 2015 FZ90
- (713715) 2015 FT92
- (713716) 2015 FC98
- (713717) 2015 FD99
- (713718) 2015 FC101
- (713719) 2015 FA103
- (713720) 2015 FT106
- (713721) 2015 FN107
- (713722) 2015 FP109
- (713723) 2015 FJ110
- (713724) 2015 FU110
- (713725) 2015 FH111
- (713726) 2015 FC115
- (713727) 2015 FD115
- (713728) 2015 FS116
- (713729) 2015 FZ116
- (713730) 2015 FA120
- (713731) 2015 FR120
- (713732) 2015 FK121
- (713733) 2015 FH123
- (713734) 2015 FT126
- (713735) 2015 FX126
- (713736) 2015 FN128
- (713737) 2015 FU128
- (713738) 2015 FC131
- (713739) 2015 FN135
- (713740) 2015 FE138
- (713741) 2015 FY139
- (713742) 2015 FS143
- (713743) 2015 FX143
- (713744) 2015 FU147
- (713745) 2015 FA148
- (713746) 2015 FX153
- (713747) 2015 FJ154
- (713748) 2015 FP154
- (713749) 2015 FY154
- (713750) 2015 FT155
- (713751) 2015 FS157
- (713752) 2015 FU164
- (713753) 2015 FK165
- (713754) 2015 FG166
- (713755) 2015 FZ168
- (713756) 2015 FH169
- (713757) 2015 FJ172
- (713758) 2015 FJ173
- (713759) 2015 FW173
- (713760) 2015 FK178
- (713761) 2015 FU179
- (713762) 2015 FO180
- (713763) 2015 FY180
- (713764) 2015 FZ182
- (713765) 2015 FF184
- (713766) 2015 FH185
- (713767) 2015 FH186
- (713768) 2015 FM188
- (713769) 2015 FG189
- (713770) 2015 FJ191
- (713771) 2015 FP192
- (713772) 2015 FJ196
- (713773) 2015 FC203
- (713774) 2015 FK204
- (713775) 2015 FO205
- (713776) 2015 FQ205
- (713777) 2015 FG208
- (713778) 2015 FT208
- (713779) 2015 FF209
- (713780) 2015 FZ214
- (713781) 2015 FU217
- (713782) 2015 FX217
- (713783) 2015 FT218
- (713784) 2015 FA219
- (713785) 2015 FK222
- (713786) 2015 FV222
- (713787) 2015 FM224
- (713788) 2015 FW227
- (713789) 2015 FQ230
- (713790) 2015 FH232
- (713791) 2015 FE234
- (713792) 2015 FS235
- (713793) 2015 FB239
- (713794) 2015 FJ239
- (713795) 2015 FF244
- (713796) 2015 FE245
- (713797) 2015 FB249
- (713798) 2015 FD250
- (713799) 2015 FR251
- (713800) 2015 FC252
- (713801) 2015 FN252
- (713802) 2015 FL256
- (713803) 2015 FH261
- (713804) 2015 FS261
- (713805) 2015 FS263
- (713806) 2015 FB269
- (713807) 2015 FN269
- (713808) 2015 FD271
- (713809) 2015 FO276
- (713810) 2015 FQ282
- (713811) 2015 FY286
- (713812) 2015 FZ286
- (713813) 2015 FG289
- (713814) 2015 FA293
- (713815) 2015 FO293
- (713816) 2015 FB296
- (713817) 2015 FK297
- (713818) 2015 FA300
- (713819) 2015 FX300
- (713820) 2015 FG303
- (713821) 2015 FJ315
- (713822) 2015 FP315
- (713823) 2015 FM320
- (713824) 2015 FM321
- (713825) 2015 FY323
- (713826) 2015 FD324
- (713827) 2015 FJ325
- (713828) 2015 FN328
- (713829) 2015 FL330
- (713830) 2015 FP330
- (713831) 2015 FD333
- (713832) 2015 FU334
- (713833) 2015 FF335
- (713834) 2015 FY337
- (713835) 2015 FM338
- (713836) 2015 FT338
- (713837) 2015 FR339
- (713838) 2015 FH343
- (713839) 2015 FJ343
- (713840) 2015 FO348
- (713841) 2015 FR356
- (713842) 2015 FN357
- (713843) 2015 FO357
- (713844) 2015 FS359
- (713845) 2015 FQ360
- (713846) 2015 FW360
- (713847) 2015 FE361
- (713848) 2015 FA367
- (713849) 2015 FX371
- (713850) 2015 FV372
- (713851) 2015 FA376
- (713852) 2015 FT376
- (713853) 2015 FH377
- (713854) 2015 FZ378
- (713855) 2015 FD379
- (713856) 2015 FE379
- (713857) 2015 FU379
- (713858) 2015 FW384
- (713859) 2015 FL386
- (713860) 2015 FK389
- (713861) 2015 FN389
- (713862) 2015 FQ389
- (713863) 2015 FC390
- (713864) 2015 FU390
- (713865) 2015 FK395
- (713866) 2015 FL403
- (713867) 2015 FD404
- (713868) 2015 FZ404
- (713869) 2015 FA405
- (713870) 2015 FF405
- (713871) 2015 FY405
- (713872) 2015 FZ405
- (713873) 2015 FH407
- (713874) 2015 FC411
- (713875) 2015 FS413
- (713876) 2015 FT413
- (713877) 2015 FV414
- (713878) 2015 FW420
- (713879) 2015 FX420
- (713880) 2015 FG421
- (713881) 2015 FZ425
- (713882) 2015 FS427
- (713883) 2015 FD428
- (713884) 2015 FP430
- (713885) 2015 FT430
- (713886) 2015 FE433
- (713887) 2015 FK437
- (713888) 2015 FT437
- (713889) 2015 FT443
- (713890) 2015 FD447
- (713891) 2015 FB448
- (713892) 2015 FH448
- (713893) 2015 FO451
- (713894) 2015 FB452
- (713895) 2015 FT466
- (713896) 2015 GN1
- (713897) 2015 GF3
- (713898) 2015 GZ11
- (713899) 2015 GZ14
- (713900) 2015 GT17
- (713901) 2015 GD20
- (713902) 2015 GW20
- (713903) 2015 GG21
- (713904) 2015 GQ23
- (713905) 2015 GR23
- (713906) 2015 GF24
- (713907) 2015 GA25
- (713908) 2015 GX26
- (713909) 2015 GJ27
- (713910) 2015 GN29
- (713911) 2015 GQ29
- (713912) 2015 GO30
- (713913) 2015 GN33
- (713914) 2015 GY36
- (713915) 2015 GW38
- (713916) 2015 GF43
- (713917) 2015 GA45
- (713918) 2015 GL45
- (713919) 2015 GQ45
- (713920) 2015 GC49
- (713921) 2015 GQ49
- (713922) 2015 GP52
- (713923) 2015 GZ68
- (713924) 2015 GH78
- (713925) 2015 HT1
- (713926) 2015 HP13
- (713927) 2015 HB14
- (713928) 2015 HE14
- (713929) 2015 HS16
- (713930) 2015 HB17
- (713931) 2015 HB19
- (713932) 2015 HC22
- (713933) 2015 HW26
- (713934) 2015 HY26
- (713935) 2015 HT29
- (713936) 2015 HB30
- (713937) 2015 HH31
- (713938) 2015 HM33
- (713939) 2015 HR33
- (713940) 2015 HP34
- (713941) 2015 HX37
- (713942) 2015 HJ41
- (713943) 2015 HK41
- (713944) 2015 HM44
- (713945) 2015 HP47
- (713946) 2015 HA48
- (713947) 2015 HZ48
- (713948) 2015 HD49
- (713949) 2015 HJ55
- (713950) 2015 HE57
- (713951) 2015 HJ57
- (713952) 2015 HZ57
- (713953) 2015 HD59
- (713954) 2015 HH59
- (713955) 2015 HX59
- (713956) 2015 HK61
- (713957) 2015 HT61
- (713958) 2015 HQ62
- (713959) 2015 HY62
- (713960) 2015 HM64
- (713961) 2015 HW67
- (713962) 2015 HU68
- (713963) 2015 HY70
- (713964) 2015 HZ70
- (713965) 2015 HW72
- (713966) 2015 HZ75
- (713967) 2015 HG76
- (713968) 2015 HG78
- (713969) 2015 HT80
- (713970) 2015 HM84
- (713971) 2015 HL85
- (713972) 2015 HH91
- (713973) 2015 HO93
- (713974) 2015 HA94
- (713975) 2015 HO94
- (713976) 2015 HE95
- (713977) 2015 HW95
- (713978) 2015 HA96
- (713979) 2015 HP96
- (713980) 2015 HH99
- (713981) 2015 HU99
- (713982) 2015 HR100
- (713983) 2015 HO102
- (713984) 2015 HS104
- (713985) 2015 HS106
- (713986) 2015 HM108
- (713987) 2015 HN109
- (713988) 2015 HU109
- (713989) 2015 HW110
- (713990) 2015 HD111
- (713991) 2015 HX112
- (713992) 2015 HG115
- (713993) 2015 HR115
- (713994) 2015 HF116
- (713995) 2015 HW117
- (713996) 2015 HH119
- (713997) 2015 HG122
- (713998) 2015 HC128
- (713999) 2015 HQ128
- (714000) 2015 HU130